# Silvia Codreanu-Windauer
Silvia Codreanu-Windauer (* 1955 in Brașov (deutsch Kronstadt), Rumänien) ist eine Mittelalterarchäologin und Referatsleiterin für die Oberpfalz und Niederbayern beim Bayerischen Landesamt für Denkmalpflege. Sie hat ihren Amtssitz in der Königlichen Villa in Regensburg.

## Leben und Wirken

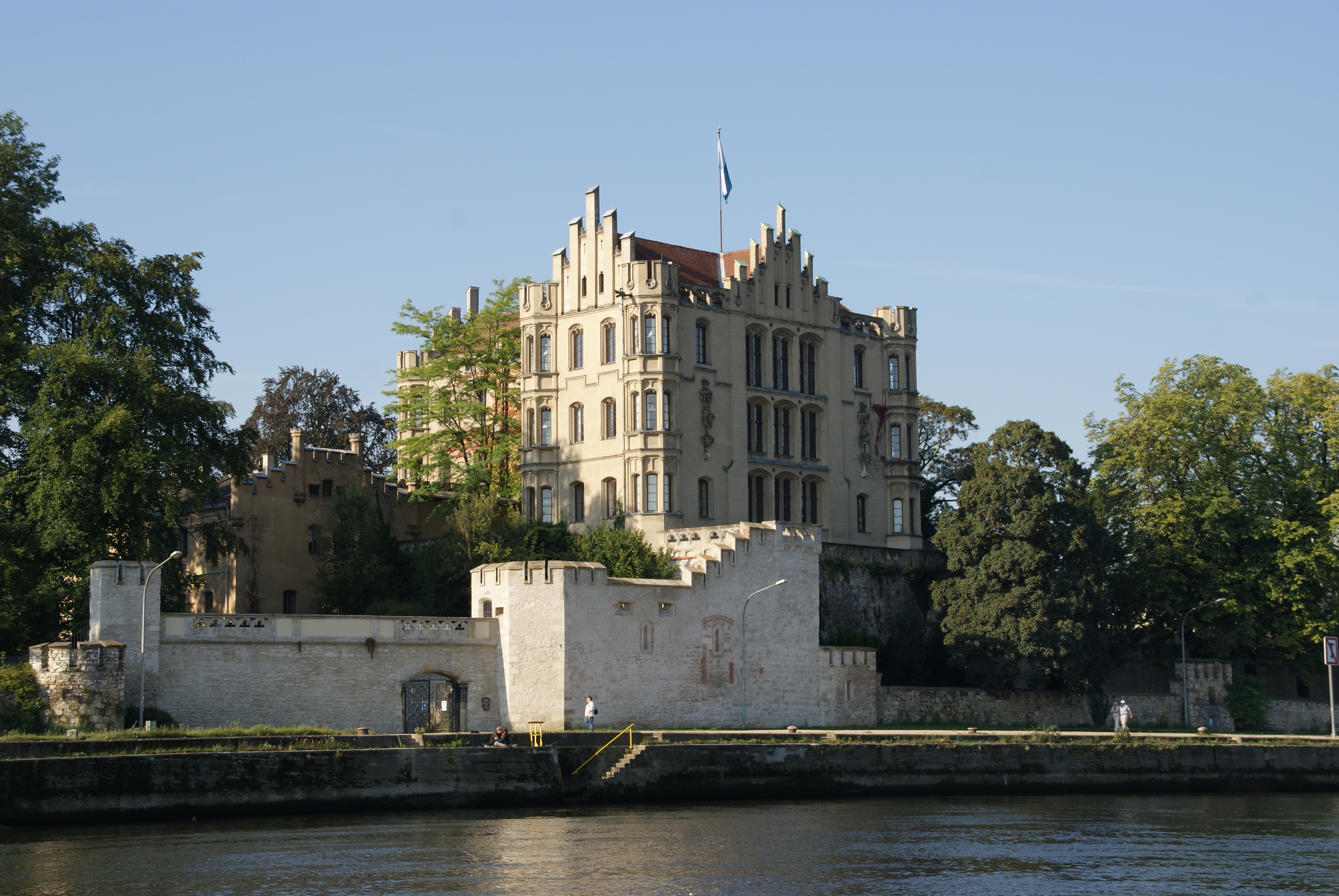
Königliche Villa – Zweigstelle des BLfD für Niederbayern und Oberpfalz

Silvia Codreanu wurde in Kronstadt geboren und machte dort auch ihr Abitur. Nach einigen Semestern Geschichts- und Anglistikstudiums in Sibiu (deutsch Hermannstadt) studierte sie in München Archäologie (Vor- und Frühgeschichte). 1981 schloss sie noch ein Mittelalter-Studium in Bamberg an. Mit der Arbeit Der romanische Schmuckfußboden in der Klosterkirche Benediktbeuern wurde sie 1987 promoviert.

### Neupfarrplatz Regensburg
Seit 1987 war und ist sie bei Grabungen in Regensburg mit dabei. Die größte Grabung mit dem aufsehenerregendsten Ergebnis war die Grabung auf dem Neupfarrplatz, bei der die ehemalige mittelalterliche Synagoge freigelegt wurde. Das war ein wesentlicher Beitrag zur Geschichte des Judentums in Regensburg. Für die Öffentlichkeit wird dies auch weiterhin im „document Neupfarrplatz“ sichtbar gehalten.

### Gräberfeld von Pliening
Silvia Codreanu-Windauer befasste sich am Beginn ihrer wissenschaftlichen Laufbahn mit dem Gräberfeld von Pliening, Landkreis Ebersberg Oberbayern.

## Publikationen
- Publikationen bei Regesta Imperii Opac abgerufen am 24. März 2018
- Veröffentlichungen in der Bayerischen Bibliographie abgerufen am 24. März 2018

## Auszeichnungen und Ehrungen
2021 wurde sie für "besonderes Engagement für die Bayerische Archäologie, weit über den dienstlich beim Bayerischen Landesamt für Denkmalpflege gesteckten Rahmen hinaus" mit der Rainer-Christlein-Medaille der Gesellschaft für Archäologie in Bayern ausgezeichnet. Seit 2021 ist sie gewähltes Mitglied im Vorstand der Gesellschaft.